# 伊東武夫
伊東武夫（1889年—1965年）日本陸軍中將、二戰戰犯。

## 生平
日本陸軍士官學校畢業。1941年時任少將，指揮日本陸軍第38師團步兵入侵香港。其後曾參加瓜達康納爾島戰役。戰後向盟軍投降。1948年，因在香港殺害虐待盟軍戰俘和香港市民，被香港軍事法庭判入獄12年。1965年逝世。